# Sęp himalajski
Sęp himalajski (Gyps himalayensis) – gatunek dużego ptaka padlinożernego z rodziny jastrzębiowatych (Accipitridae). Ptak występujący głównie w Himalajach, według IUCN bliski zagrożenia wyginięciem.

## Występowanie
Sęp himalajski występuje w Himalajach od północnego Pakistanu i północnych Indii przez południowy Tybet i Nepal do Bhutanu i środkowych Chin. W kierunku północno-wschodnim spotykany w Pamirze do Tienszanu, a być może również w Tarbagataju i Ałtaju. Osobniki młodociane mogą zalatywać na równiny północnych Indii (Radżastan i Asam) czy Bangladeszu. Sępy himalajskie regularnie widywane są w Mjanmie, a zimą sporadycznie zalatują też do Tajlandii i Kambodży.

## Systematyka
Gatunek po raz pierwszy opisany naukowo przez brytyjskiego ornitologa Allana Hume’a w 1869 roku. Jako miejsce typowe autor wskazał Himalaje. Nie wyróżnia się podgatunków.

## Morfologia

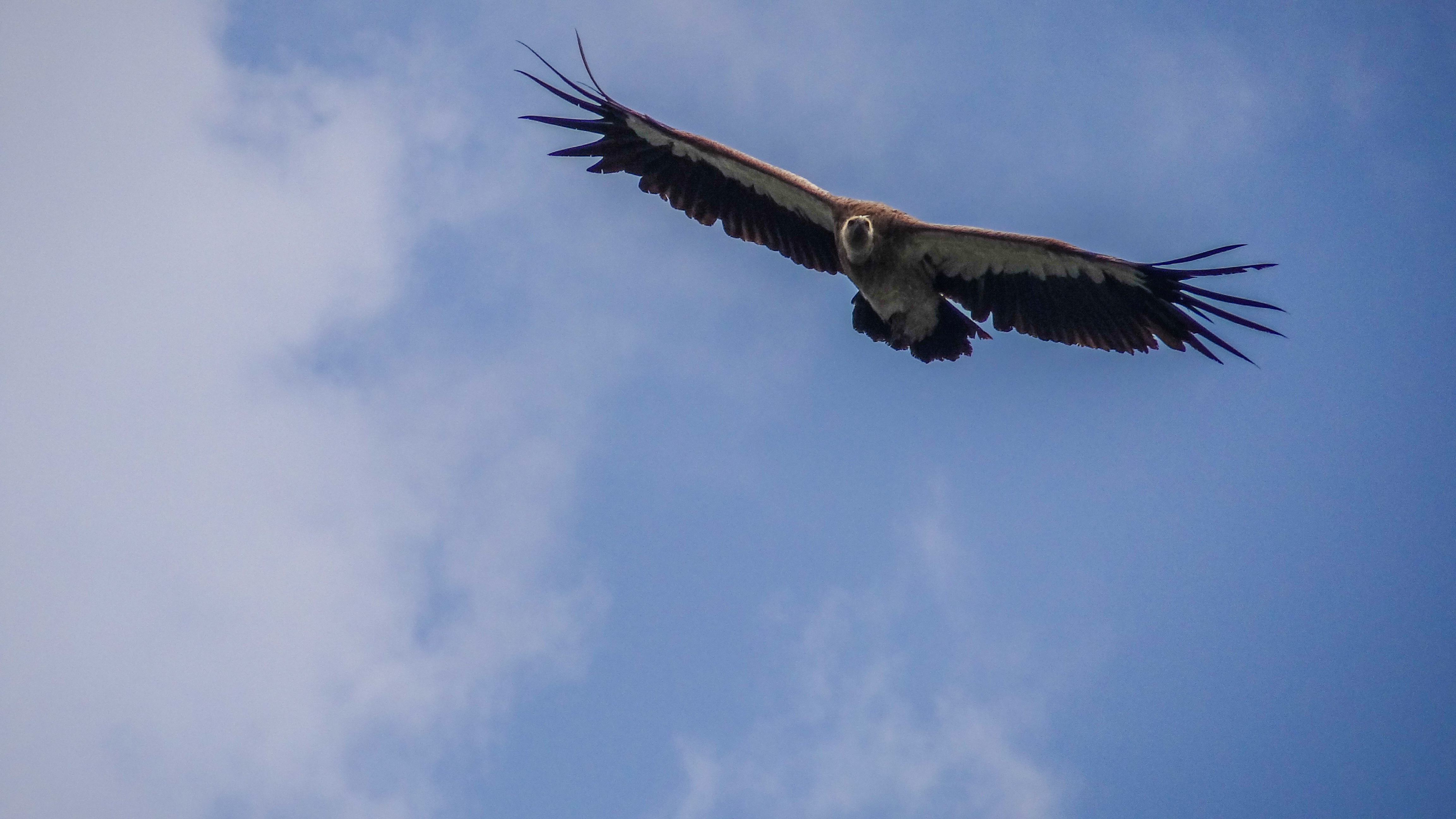
Osobnik dorosły w locie

Długość ciała około 125 cm, rozpiętość skrzydeł u samców wynosi około 260 cm, u samic około 300 cm. Masa ciała wynosi od 8 do 12 kg. Przypomina sępa płowego, ale ma jaśniejsze lotki i nie tak wyraźnie białą kryzę. Dolna połowa grzbietu biaława.

## Ekologia i zachowanie
Gatunek ten zamieszkuje obszary górskie, przeważnie na wysokości 1200–5500 m, ale był odnotowywany do 6000 m n.p.m. Zimą przemieszcza się na niższe wysokości, a osobniki młodociane rozpraszają się po równianach.
Gniazduje w niszach skalnych w niedostępnych ścianach klifów i przepaści. Zazwyczaj gniazduje pojedynczo lub w małych koloniach liczących cztery do sześciu, a niekiedy do kilkunastu par.
Żywi się niemal wyłącznie padliną.

## Status
Międzynarodowa Unia Ochrony Przyrody (IUCN) od 2014 roku uznaje sępa himalajskiego za gatunek bliski zagrożenia (NT – near threatened). Wcześniej, od 1988 roku uznawany był za gatunek najmniejszej troski (LC – least concern). Liczebność populacji, według ostrożnych szacunków, zawiera się w przedziale 66–334 tysięcy dorosłych osobników. Trend liczebności populacji uznaje się za stabilny.